# فرودگاه کالینز بی
فرودگاه کالینز بی (به انگلیسی: Collins Bay Airport) یک فرودگاه خصوصی با کد یاتا YKC است که یک باند فرود شن دارد و طول باند آن ۱۵۸۲ متر است. این فرودگاه در کشور کانادا قرار دارد و در ارتفاع ۴۰۹ متری از سطح دریا واقع شده‌است.